# Tony Fretton
Tony Fretton,  né le 17 janvier 1945, est un architecte britannique de renommée internationale connu notamment pour la conception de galeries d’Arts publiques et pour la réalisation de logements pour des artistes ainsi que des collectionneurs privés. Il a terminé ses études à l'Architectural Association School of Architecture à Londres, et a ensuite travaillé pour des agences telles que Arup, Neyland and Ungless et Chapman Taylor avant de créer sa propre agence, Tony Fretton Architects, en 1982. Actuellement, Tony Fretton dirige cette agence avec son associé Jim Mc Kinney. 
En plus d'être le concepteur principal de tous les projets de l’agence, Tony Fretton est un écrivain, conférencier et enseignant particulièrement actif.  Enseignant à l'Architectural Association School of Architecture de Londres entre 1988 et 1992, Tony Fretton est également professeur et directeur du département d'Architecture et de Design d'intérieur à la Technical University de Delft aux Pays-Bas depuis 1999. Il a été professeur invité à l'EPFL de Lausanne en 1996 et au Berlage Institute d'Amsterdam en 1997. Il a également enseigné un semestre à la Graduate School of Design de Harvard aux États-Unis au printemps 2005.

## Philosophie
À la fin des années 1970, la grave crise économique et l’arrivée au pouvoir de Margaret Thatcher va profondément marquer Tony Fretton. L’ambivalence qui règne alors entre la volonté de développement économique d’une part et l’apparition de contestations sociales (comme les importantes grèves de mineurs de 1984-1985) et de mouvements dissidents (notamment le mouvement punk) d’autre part, va amener Tony Fretton à se questionner sur le rôle de l’architecture, au-delà des questions du post-modernisme.
On retrouve ainsi cette recherche d’équilibre entre des pôles antagoniques dans le travail de cet architecte. Lors d’une interview, Tony Fretton résume la nature de son travail : « Je pense qu'il s'agit du rapport de tension entre le contenu artistique et l'architecture. Le contenu artistique se réfère à l'architecture ou à n'importe quel travail créatif qui apporte à la société des idées et les choses que beaucoup voient, tandis que l'architecture se réfère à l'utilisation et à la fonction et aussi à l'usage impropre. Mon travail concerne ce rapport de tension. Je crois être entre ces deux pôles. »
Dans l’ensemble de son travail, Tony Fretton recherche l’équilibre entre fonction et esthétique mais aussi entre traditions, usages locaux et modernité. Ainsi, pour Tony Fretton, le lieu est intimement lié au contexte dans lequel est construit l’ouvrage, non seulement d’un point de vue esthétique mais également d’un point de vue culturel. Selon lui « l’architecture du passé et du présent existe dans le présent, révélant toujours sa radicalité et sa capacité à parler de ce qui est au centre de l’expérience humaine ».
Enfin, selon Tony Fretton, l’architecture doit être accessible à tous du point de vue de sa compréhension. Il déclare ainsi en 1994 : « je suis pour une architecture qui est communicative et contre une architecture qui pense qu’elle doit être incompréhensible. Et plus que jamais je suis convaincu que ceci peut être réalisé».

## Réalisations
Le premier projet majeur de Tony Fretton a été la Lisson Galerie, réalisée en 1986 et 1992. Depuis de nombreux musées, espaces d'exposition et des logements pour artistes ont été réalisés par l’agence. De nombreux projets sont reconnus internationalement.

### Fuglsang museum, Lolland, Danemark, 2008
Le nouveau musée d’art de Fuglsang situé sur l'île la plus au sud du Danemark accueille une collection d’art permanente danoise (période 1780-1980) ainsi que des expositions temporaires. Ce musée est implanté en dehors de la ville et entretient un fort rapport avec son contexte. Une allée rectiligne conduit à une grande cour bordée à droite par une longue grange en brique. Le visiteur est alors accueilli par une vue qui s’étend jusqu’à la mer. Pour protéger cette vue imprenable qui est une sorte d’introduction aux collections, Tony Fretton a pris le risque de ne pas suivre les recommandations du programme dont l’intention était, en plaçant le musée en vis-à-vis de la grange, de retrouver la disposition ancienne du lieu. Or le nouveau musée est installé dans le prolongement de cette grange, permettant ainsi de libérer la vue et de dialoguer avec les composantes du site.  Le musée dont les murs extérieurs sont revêtus de briques blanches fait écho à la grange. Le musée est simple de fonctionnement, les espaces d’expositions sont répartis de part et d’autre d’une grande galerie, d’un côté de grands espaces destinés à l’art contemporain, de l’autre des salles accueillant les œuvres anciennes. La galerie éclairée par la lumière naturelle s’achève par trois grandes baies vitrées qui ouvrent sur le paysage. Également, les salles d’expositions bénéficient d’un éclairage naturel zénithal. Seule la salle des sculptures n’est éclairée que par une grande baie donnant sur l’extérieur. 

### The Red House (maison pour un collectionneur), Chelsea, Londres, Angleterre, 2001
« The red house » est un des projets phare de Tony Fretton et a eu de nombreux prix internationaux. Cette maison a été commandée par un jeune amateur d’art et est située dans un quartier historique. La composition tant à l’extérieur qu’à l’intérieur associe des éléments empruntés au vocabulaire traditionnel et vernaculaire londonien (la cour anglaise, le petit jardin d’entrée). Tony Fretton a utilisé peu de matériaux mais durables et nobles (marbre de Provence rouge antique en revêtement épais pour les façades ; du bronze pour les fenêtres en placage sur montant bois). La façade sur rue de la  maison emprunte également au répertoire historique. Elle présente la classique élévation tripartite (soubassement, corps principal caractérisé par une haute fenêtre en avancée). Cependant le bâtiment n’hésite pas à marquer sa différence et même une certaine distance en jouant sur l’opposition et le dialogue des registres classique et moderne. Le volume de la maison peut être perçu comme un bloc de pierre rouge sombre d’une austère grandeur avec une géométrie forte aux nobles proportions, lui conférant une monumentalité. L’absence d’ornementations et la modénature minimale font que l’édifice entretient des rapports complexes avec son environnement. 

### Réalisations majeures
- Fuglsang museum, Lolland, Danemark, 2008.
- Nouvelle résidence londonienne pour Anish Kapoor, Chelsea, Angleterre, 2008.
- Nouvelle Ambassade et Résidence britannique à Varsovie, Pologne, 2009.
- Andreas Ensemble, Amsterdam, Pays-Bas, 2010.
- Tietgens Grund, Copenhague, Danemark, 2010.
- Constantijn Huygensstraat, Amsterdam, Pays-Bas, 2011.
- Block 13, Gershwin IV, Amsterdam, Pays-Bas, phase de conception.
- Vassall Road housing, Brixton, Londres, Angleterre, 2008.
- Stroud Valley ArtSpace, Gloucestershire, Angleterre, 2007.
- Logement pour deux artistes, Clerkenwell, Londres, Angleterre, 2005.
- Camden Arts Centre, Londres, Angleterre, 2004.
- Holton Lee Centre for Disability in the Arts, Poole, Dorset, Angleterre, 2005.
- The Red House (maison pour un collectionneur), Chelsea, Londres, Angleterre, 2001.
- Deux appartements, Groningen, Pays-Bas, 2001.
- Quay Arts Centre, Newport, Île de Wight, Angleterre, 1998.
- Visual Arts Centre, Sway, Hampshire, Angleterre, 1996.
- Lisson Gallery, Bell Street, Londres, Angleterre, 1986 et 1992.